# Ільїнка (Моргауський район)
Ільї́нка (рос. Ильинка, чув. Илйинка) — село у Чувашії Російської Федерації, у складі Ільїнського сільського поселення Моргауського району.
Населення — 40 осіб (2010; 43 в 2002, 192 в 1979, 249 в 1939, 205 в 1926, 112 в 1906, 199 в 1859).
Село розташоване на березі Чебоксарського водосховища, збудованого на річці Волга, має пристань. На західній околиці села, у сосновому бору на березі Волги, знаходиться база відпочинку. Тут зростає найбільший дуб Чувашії — Дуб Гузовського, а також встановлено пам'ятник Броніславу Гузовському (1860–1914), вченому-лісознавцю родом з Рівного.

## Історія
Село засноване 1719 року як Ільїнська пустинь монахів Спасо-Юнгинського монастиря. З 1723 року селяни мали статус монастирських, з 1764 року — економічних, а з 1786 по 1866 роки — державних. Займались землеробством, рибальством. З 1720-х років функціонувала церква Святого Іллі, закрита 1935 року. З 22 вересня 1845 року відрито парафіяльну школу, з 1875 року — початкове земське училище. 1889 року створено Ільїнське лісництво. На межі століть у селі функціонувала хлібна та круп'яна пристань. 1923 року відрито будинок відпочинку «Ільїнський», 1930 року створено колгосп «Іскра». До 1920 року село перебувало у складі Татаркасинської волості Козьмодемьянського, а до 1927 року — Чебоксарського повіту. З переходом на райони 1927 року село увійшло до складу Татаркасинського району, 1939 року — у складі Сундирського, 1962 року — у складі Чебоксарського, а з 1964 року — у складі Моргауського району.

## Господарство
У селі діє 2 магазини, будинок відпочинку.